# Elecciones generales de España de 1918
Las Elecciones generales de España de 1918 fueron convocadas en medio de la crisis política y económica provocada por la Asamblea de Parlamentarios y la huelga general de 1917, bajo sufragio masculino. 
Como sucedió en todas las elecciones durante la restauración borbónica en España en estas el resultado estuvo determinado de antemano («encasillado») gracias al sistemático fraude electoral realizado mediante la red caciquil extendida por todo el territorio. En estas elecciones, como en el resto, el gobierno que las convocó las ganó, ya que en el régimen político de la Restauración los gobiernos cambiaban antes de las elecciones y no después como sucedía en los regímenes parlamentarios (no fraudulentos).

## Desarrollo
En total fueron elegidos 409 diputados al Congreso, y el partido más votado fue el Partido Liberal. 
Como novedad, cabe destacar la presentación de una Alianza de Izquierdas, formada por el Partido Reformista (9 diputados), Federación Republicana (10 escaños), Partido Socialista Obrero Español (6 escaños), Partit Republicà Català (4 escaños), Partido Republicano Radical (2 escaños), PURA (un escaño), Partido Republicano Democrático Federal (un escaño) y republicanos nacionalistas catalanes independientes (2 escaños), que intentaron presentar una alternativa al turnismo bajo la dirección de Melquíades Álvarez. Solo obtuvo 35 escaños, pero con cierto eco en Cataluña. Asimismo, fueron las primeras elecciones generales en las que un partido nacionalista vasco, la Comunión Nacionalista Vasca, obtuvo representación, cosechando un gran éxito especialmente en Vizcaya.
Fue elegido presidente del Congreso el liberal demócrata Miguel Villanueva y presidente del Senado Alejandro Groizard. El jefe de gobierno fue Manuel García Prieto que estableció un gobierno de concentración donde entraron liberales, conservadores y de la Lliga.  El 22 de marzo fue sustituido por un gabinete de concentración con conservadores, liberales y de la Lliga dirigido por Antonio Maura. El 9 de noviembre fue sustituido por un gobierno de fuerza liberal dirigido nuevamente por Manuel García Prieto, pero a los 26 días dimitió y el 5 de diciembre se formó un nuevo gobierno dirigido por el conde de Romanones, quien en enero de 1919 suspendió las garantías constitucionales. El 15 de abril de 1919 fue sustituido por Antonio Maura que convocó nuevas elecciones para "hacerse" con una mayoría en las Cortes.

## Composición del Congreso de los Diputados tras las elecciones
| ← Elecciones generales de España, 24 de febrero de 1918 → |         |                                  |
| Partido                                                   | Escaños | Líder                            |
| Conservadores (Dato)                                      | 98/412  | Eduardo Dato                     |
| Partido Liberal (García Prieto)                           | 92/412  | Manuel García Prieto             |
| Partido Liberal (Romanones)                               | 43/412  | Conde de Romanones               |
| Alianza de Izquierdas                                     | 35/412  | Melquíades Álvarez               |
| Conservadores (Mauristas)                                 | 31/412  | Antonio Maura                    |
| Izquierda Liberal (Albistas)                              | 29/412  | Santiago Alba Bonifaz            |
| Conservadores (Ciervistas)                                | 24/412  | Juan de la Cierva y Peñafiel     |
| Lliga Regionalista                                        | 21/412  | Francesc Cambó                   |
| Comunión Tradicionalista                                  | 8/412   | Marqués de Cerralbo              |
| Comunión Nacionalista Vasca                               | 7/412   | Ramón de la Sota                 |
| Liberales Agrarios                                        | 7/412   | Rafael Gasset Chinchilla         |
| Liberales independientes                                  | 6/412   | Alfons Sala i Argemí             |
| Regionalistas varios                                      | 3/412   |                                  |
| Católicos independentes                                   | 2/412   | Manuel Rojas Marcos              |
| Nacionalistas republicanos catalanes                      | 1/412   | Francesc Macià                   |
| Partido Integrista                                        | 1/412   | Manuel Senante y Martínez        |
| Católicos Carlistas                                       | 1/412   | Gervasio de Artiñano y Galdácano |
| Independientes                                            | 3/412   |                                  |
| TOTAL                                                     | 412     |                                  |